# Sommer in Rom
Sommer in Rom ist ein deutscher Fernsehfilm aus dem Jahr 2013. Der Film beruht auf den biografischen Erinnerungen Quattro Stagioni des Journalisten Stefan Ulrich, der für die Süddeutsche Zeitung mehrere Jahre als Korrespondent in Italien tätig war.
Der Film wurde von der Degeto Film, der TAG/TRAUM Filmproduktion und dem WDR produziert. Die Uraufführung erfolgte am 11. Oktober 2013.

## Handlung
Der Kölner Journalist Michael Heinrich wird für ein Jahr als Italienkorrespondent seiner Zeitung nach Italien versetzt, um über die Reise von Papst Benedikt XVI. nach England zu schreiben. Nur widerwillig kommt seine Familie mit. Seine Frau Susanne macht Karriere als Rechtsanwältin, während Teenagertochter Caroline ihren Freund Malte zurücklassen muss. Der mäßige bauliche Zustand der noch nicht fertiggestellten Wohnung vermag die Skepsis der Familie nicht zu verringern.
Michael beginnt sofort, sich um eine Akkreditierung im Vatikan zu bemühen. Da seine Wohnung über keinen Internetanschluss verfügt, setzt er sich zum Arbeiten ins Friseurgeschäft. Dort lernt er den Archäologieprofessor Angelo Neri kennen, der ihn über eine archäologische Weltsensation informieren will. Während Sohn Tobias sich mit dem Nachbarsjungen Andrea anfreundet, lernt Tochter Caroline dessen Cousin Toni kennen. Frau Susanne macht sich inzwischen mit den Lebensmittelgeschäften des Viertels vertraut.
Professor Neri berichtet Michael, er habe die alte etruskische Tempelanlage Fanum Voltumnae gefunden, die das Matriarchat der alten Etrusker beweisen soll. In der Vatikanbibliothek lernt Michael die junge Maria kennen, die sich mit den Etruskern auskennt und sich später als die alleinstehende Nichte von Padrone Ercole, dem Vermieter der Familie Heinrich, herausstellt, die in der Wohnung über Heinrichs wohnt. Während Michael seine Chefin Freifrau von Selbach um die von Neri geforderten 10.000 Euro bittet, verläuft die Akkreditierung beim Vatikan schleppend. Caroline und Toni kommen sich allmählich näher und Sohn Tobias freut sich über die lange gewünschten Meerschweinchen zum Geburtstag.
Susanne fährt mit den Kindern übers Wochenende an den Strand. Dort bittet Padrone Ercole sie, ihm in seinem Prozess wegen des Verdachts der Steuerhinterziehung zu helfen. Unterdessen hilft Michael Maria, die sich ausgesperrt hat, einen Schlüsseldienst zu rufen. Als Susannes Eltern vor der Tür stehen, die sich zum Besuch angekündigt haben, unterstellen sie Michael, Susanne mit Maria betrogen zu haben. Susanne fällt es schwer, seinen Beteuerungen zu glauben.
Unterdessen erfährt Michael, dass er die Akkreditierung für den Vatikan, die er nicht mehr für möglich gehalten hat, nun doch noch bekommen hat. Da er jedoch das Flugzeug nach England verpasst, fälscht er seinen Bericht über die Papstreise. Als er auf einen Anruf von Professor Neri hin diesem in die angebliche etruskische Tempelanlage folgt, werden er und der Professor von der Polizei verhaftet. Zu guter Letzt fliegt so sein Betrug mit dem Papstbericht auf.
Michael entschuldigt sich bei seiner Familie für den enttäuschenden Ausgang des Italienaufenthalts und will nach Köln zurück, doch besteht seine Familie jetzt darauf, in Rom bleiben zu wollen. Da erreicht ihn ein Anruf seiner Chefin, die ihn als Italienkorrespondenten behalten will. Bald feiert Familie Heinrich ihr erstes Weihnachtsfest in Rom, während Ercole und seine Nichte Maria allein feiern. Zu guter Letzt bekommt Michael sogar eine Audienz beim Papst.